# Alexander Berner
Alexander Berner (* 1966 in München) ist ein deutscher Filmeditor.

## Leben
Bevor er im Filmgeschäft tätig wurde, absolvierte er eine Ausbildung zum Grafikdesigner in London.
Mit Boran aus dem Jahr 2001 gab Alexander Berner sein Debüt als Spielfilmregisseur; bereits 1989 hatte er einen Dokumentarfilm mit dem Titel Inheritance inszeniert. Seit den frühen 1990er Jahren war er bei mehr als zwei Dutzend Filmprojekten für den Schnitt verantwortlich.
In den Jahren 1996, 2007, 2013 und 2016 wurde Berner unter anderem mit dem Deutschen Filmpreis für den besten Schnitt ausgezeichnet. 2013 mit dem Saturn. 2018 mit dem Grimme-Preis.
Berner war 2003 eines der Gründungsmitglieder der Deutschen Filmakademie.
Von 2016 bis 2022 gehörte Alexander Berner dem Vorstand des Bundesverband Filmschnitt Editor e. V. (BFS) an.
2022 war Berner an der Inszenierung des Films Die Känguru-Verschwörung beteiligt.

## Filmografie (Auswahl)
- 1992: Das Letzte Jahr der Sowjetunion (Dokumentarserie)
- 1995: Schlafes Bruder
- 1996: Knockin’ On Heaven’s Door
- 1997: Prinz Eisenherz (Prince Valiant)
- 1999: Der Eisbär
- 1999: Der große Bagarozy
- 2000: The Calling
- 2002: Resident Evil
- 2002: Die Wilden Kerle
- 2003: Sams in Gefahr
- 2004: Autobahnraser
- 2004: Alien vs. Predator
- 2006: Das Parfum – Die Geschichte eines Mörders
- 2008: 10.000 B.C.
- 2008: Der Baader Meinhof Komplex
- 2010: Eine offene Rechnung (The Debt)
- 2010: Henri 4
- 2011: Die drei Musketiere (The Three Musketeers)
- 2012: Cloud Atlas
- 2015: Jupiter Ascending
- 2016: Ein Hologramm für den König (A Hologram for the King)
- 2016: Die Erfindung der Wahrheit (Miss Sloane)
- seit 2017: Babylon Berlin (Fernsehserie)
- 2018: Trautmann
- 2020: Resistance – Widerstand (Resistance)
- 2021: Tribes of Europa (Fernsehserie)
- 2022: Die Känguru-Verschwörung (Co-Regie)
- 2024: Hagen – Im Tal der Nibelungen
- 2025: Das Licht